# Urodonta
Urodonta is een geslacht van vlinders van de familie tandvlinders (Notodontidae).

## Soorten
- U. albimacula Staudinger, 1887
- U. arcuata Alphéraky, 1897
- U. branicki Oberthür, 1881
- U. viridimixta Bremer, 1861